# Phil Scott
Phillip (Phil) Scott (Barre, 4 augustus 1958) is een Amerikaans politicus van de Republikeinse Partij. Sinds januari 2017 is hij de gouverneur van de Amerikaanse staat Vermont.

## Levensloop
Phil Scott groeide op in een kleine gemeente in Vermont. Hij studeerde in 1980 af aan de Universiteit van Vermont en behaalde daar een Bachelor of Science. Vervolgens was hij werkzaam bij het aannemersbedrijf van zijn oom, waarvan hij in 1986 mede-eigenaar werd. Scott won als autocoureur verscheidene kampioenschappen in de regio van Vermont.
Voor de Republikeinse Partij werd Scott in 2000 verkozen in de Senaat van Vermont. Hij vertegenwoordigde daar Washington County. Hij werd viermaal herkozen en beoefende de functie uiteindelijk van 2001 tot 2011. In november 2010 werd Scott verkozen tot luitenant-gouverneur van de staat Vermont. Hij diende drie termijnen van twee jaar onder de Democratische gouverneur Peter Shumlin.
Als luitenant-gouverneur startte Scott het "Everyday Jobs"-initiatief. Hierbij was hij werkzaam in verschillende bedrijven verspreid over de staat om inzicht te krijgen in wat de overheid kon doen de bedrijven beter te helpen. Ook was hij nauw betrokken bij het "Buy Local"-project, waarmee men de aantrekkingskracht van de lokale voedselsector trachtte te bevorderen. In 2011 realiseerde Scott dankzij zijn contacten bij bouwbedrijven een snelle wederopbouw van woningen die verwoest werden door Orkaan Irene. Dit gebeurde zonder hoge kosten voor de bewoners of de overheid.
Een peiling in 2015 wees uit dat Scott een grote populariteit genoot onder de bevolking, ook bij Democraten. Hij staat bekend als pro-choice en een voorstander van het homohuwelijk.

### Gouverneursverkiezingen
In 2015 diende Scott zijn kandidatuur in voor het gouverneurschap van Vermont, nadat zittend gouverneur Shumlin had aangekondigd zich niet verkiesbaar te stellen voor een vierde termijn. Scott wist de Republikeinse voorverkiezing in de zomer van 2016 met gemak te winnen en moest het bij de algemene verkiezingen opnemen tegen de Democraat Sue Minter.
De gouverneursverkiezingen werden tegelijk met de Amerikaanse presidentsverkiezingen gehouden op 8 november 2016. Scott kreeg 52 procent van de stemmen en werd daarmee verkozen tot de nieuwe gouverneur van Vermont. Hij werd op 5 januari 2017 ingezworen in de hoofdstad Montpelier. In de jaren daarna werd hij nog meermaals herkozen, waarbij zijn overmacht achtereenvolgens groeide naar 55% (2018), 69% (2020), 71% (2022) en 73% (2024). In 2025 begon hij aan zijn vijfde ambtstermijn als gouverneur.